# Вісімка вибуває з гри
«Вісімка вибуває з гри» (англ. Eight Men Out) — американський спортивний фільм 1988 року про гравців бейсбольної команди «Чикаго Вайт Сокс», які опинилися в центрі скандалу з договірними іграми 1919 року. Сценарій до фільму написаний на основі однойменної документальної книги Еліота Асінофа 1964 року.

## Сюжет
1919 року команда «Чикаго Вайт Сокс» впевнено перемогла в чемпіонаті Американської ліги і вважалася однією з найкращих бейсбольних команд, які коли-небудь збиралися. Однак скупий власник команди Чарльз Коміскі не планує винагороджувати своїх гравців за вражаючий сезон. Колишні гравці в бейсбол Біллі Бернс і Біллі Махарг, які намагаються розбагатіти, роблячи ставки на результати бейсбольних матчів, дізнаються про невдоволення гравців і пропонують шахраюватому гравцеві «Сокс» Чіку Генділу переконати обрану групу з семи-восьми гравців «Сокс», включаючи зіркового пітчера команди Едді Сікотта, заробити більше, граючи впівсили та програючи, ніж вони могли б заробити, вигравши Світову серію.
Едді Сікотт, без участі якого договірні результати неможливі, погоджується на пропозицію, коли Коміскі відмовив йому у виплаті обіцяних 10 000 доларів преміальних за сезон під тим приводом, що Сікотт не досяг в чемпіонаті рубежу в 30 переможних ігор, в той час як сам наказав менеджеру команди Кіду Глісону залишати Сікотта на лаві запасних протягом двох тижнів, коли той зробив 29 переможних ігор.
Кілька гравців, у тому числі «Щасливчик» Фелш, «Швед» Рісберг і «Лефті» Вільямс, погоджуються з договором. Джо Джексон, неосвічена суперзірка команди, також запрошений, але він не зовсім впевнений у тому, що відбувається. Тим часом Бак Вівер відмовляється і не хоче мати нічого спільного з оборудкою.
Коли розпочинається Світова серія, Сікотт навмисно в першій грі б’є м'ячем в спину лідера «Цинциннаті Редс» Моррі Рета, демонструючи заздалегідь узгодженим сигналом для залученого до справи гангстера Арнольда Ротштейна, що договір в силі. Сікотт погано подає та віддає п’ять пробіжок за чотири подачі, перш ніж Глісон знімає його з гри.
Вільямс також погано подає у другій грі, тоді як Генділ, Рісберг і Фелш роблять кричущі помилки на полі. Однак залучені гравці засмучуються, коли не отримують обіцяні гроші наперед.
Журналісти з Чикаго «Ринг» Ларднер і Г’ю Фуллертон стають дедалі підозрілішими до гравців «Сокс», а до Глісона доходять чутки про змову, але він залишається впевненим, що його хлопці зрештою все виправлять.
Пітчер-початківець Дікі Керр, не причетний до шахрайства, виграє третю гру для «Сокс», але команда знов програє в іграх 4 і 5. «Сокс» вдається виграти шосту гру в додаткових подачах. Глісон має намір у сьомій грі посадити Сікотта на лаву запасних, але той, відчуваючи провину за свої попередні ігри, просить ще одного шансу і легко виграє гру. Вільямс, який не отримав гроші за договірні поразки, також має намір виграти у восьмій грі, але коли життя його дружини опинилося під загрозою, він навмисне кинув погано, і команда зрештою програє фінальну гру. Фуллертон пише статтю, в якій засуджує «Сокс». Починається розслідування. У результаті викриття Сікотта, Вільямса, Генділа, Фелша, Рісберга, Фреда Макмалліна, Джексона та Вівера звинувачують у змові. Вісім чоловіків виправдані за будь-які правопорушення. Однак новопризначений комісар Кенесо Маунтін Лендіс довічно дискваліфікує усю вісімку, оскільки вони або навмисно програвали ігри, або знали про змову і не повідомили про це офіційним особам команди.

## У ролях
| Актор                | Роль                |
| -------------------- | ------------------- |
| Девід Стретейрн      | Едді Сікотт         |
| Джон К'юсак          | Бак Вівер           |
| Джеймс Рід           | «Лефті» Вільямс     |
| Ненсі Тревіс         | Лірія Вільямс       |
| Чарлі Шин            | «Щасливчик» Фелш    |
| Майкл Рукер          | «Чік» Генділ        |
| Денієл Бернард Свіні | «Босий Джо» Джексон |
| Дон Гарві            | «Швед» Рісберг      |
| Джейс Александер     | Дікі Керр           |
| Гордон Клепп         | Рей Шалк            |
| Перрі Ленг           | Фред Макмаллін      |

| Актор           | Роль                  |
| --------------- | --------------------- |
| Кліфтон Джеймс  | Чарльз Коміскі        |
| Джон Махоні     | Кід Глісон            |
| Крістофер Ллойд | Біллі Барнс           |
| Річард Едсон    | Біллі Махарг          |
| Кевін Тай       | «Спорт» Салліван      |
| Майкл Лернер    | Арнольд Ротштейн      |
| Білл Ірвін      | Едді Коллінз          |
| Джон Сейлс      | «Ринг» Ларднер        |
| Стадс Теркел    | Г’ю Фуллертон         |
| Джон Андерсон   | Кенесо Маунтін Лендіс |

## Критика
Фільм не міг зацікавити людей, яким байдуже до бейсболу, тому показав невелику касу, але отримав схвальні відгуки. На Rotten Tomatoes фільм отримав оцінку 87% на основі 54 відгуків від критиків і 79% від більш ніж 10 000 глядачів.